# Okučani
Okučani su općina u Hrvatskoj, u jugozapadnoj Slavoniji, u Brodsko-posavskoj županiji.

## Zemljopis
Zemljopisno Okučani su najveće naselje na važnom autocestovnom smjeru između Novske i Nove Gradiške.
Smješteni su podno gore Psunj na sjeveru i iznad doline rijeke Save na jugu.

## Povijest
U masovnoj grobnici u Okučanima pronađeni su posmrtni ostatci 15 civila ubijenih još 1991., čime je zaokružen popis od 141 dotad otkrivene masovne grobnice u Hrvatskoj.

## Stanovništvo
Stanovništvo općine locirano je na terasi iznad poplavne nizine rijeke Save. Prema popisu[kojem?] Hrvati čine 76 % stanovništva a Srbi 21 %.
| broj stanovnika | 3962  | 4228  | 4273  | 5218  | 5600  | 6424  | 6279  | 6835  | 5470  | 5615  | 5810  | 6203  | 5851  | 5712  | 4224  | 3447  | 2323  |
|                 | 1857. | 1869. | 1880. | 1890. | 1900. | 1910. | 1921. | 1931. | 1948. | 1953. | 1961. | 1971. | 1981. | 1991. | 2001. | 2011. | 2021. |

| broj stanovnika | 339   | 496   | 564   | 765   | 754   | 942   | 840   | 962   | 795   | 1021  | 1278  | 1762  | 2047  | 2267  | 1941  | 1598  | 1143  |
|                 | 1857. | 1869. | 1880. | 1890. | 1900. | 1910. | 1921. | 1931. | 1948. | 1953. | 1961. | 1971. | 1981. | 1991. | 2001. | 2011. | 2021. |

## Naselja
Općina Okučani sastoji se od 17 naselja.
- Benkovac
- Bijela Stijena
- Bobare
- Bodegraj
- Cage
- Čaprginci
- Čovac
- Donji Rogolji
- Gornji Rogolji
- Lađevac
- Lještani
- Mašićka Šagovina
- Okučani
- Širinci
- Trnakovac
- Vrbovljani
- Žuberkovac

## Poznate osobe
- Otac Kamilo Kolba (1887. – 1965.), skladatelj sakralne glazbe
- Ivan Picelj, hrvatski slikar, kipar i grafički dizajner
- Josip Crnković, hrv. reprezentativac u nanbudo i zlatni sa SP

## Šport
Lokalno stanovništvo bavi se raznim vrstama sporta, košarka, odbojka, rukomet, stolni tenis, nogomet itd.
Postojao je ženski košarkaški klub 5 godina. Klub je postigao odlične rezultate, odigralo se mnogo prijateljskih, službenih i međunarodnih utakmica. Četiri puta bili su prvaci općine i četiri puta drugi na županiji, a u Streetballu bili su prvaci grada Gradiške i državni prvaci te prvaci u Okučanima na tom natjecanju...
Od veljače 2001. u Okučanima djeluje Nanbudo klub Slavonija. Članovi Nanbudo kluba su u zadnje tri godine postizali zapažene rezultate.
- NK Psunj Sokol Okučani

## Mediji
- Radio Bljesak

## Vanjske poveznice
- Službena stranica Općine Okučani
- Alternativna stranica Okučana  Arhivirana inačica izvorne stranice od 12. ožujka 2009. (Wayback Machine)